# La Puebla de Híjar
La Puebla de Híjar ist eine Gemeinde in der Provinz Teruel in der Autonomen Region Aragón in Spanien. Sie liegt in der Comarca Bajo Martín und hatte 2024 934 Einwohner.

## Lage
La Puebla de Híjar liegt etwa 110 Kilometer (Luftlinie) in nordnordöstlicher Richtung von der Provinzhauptstadt Teruel und etwa 75 Kilometer (Luftlinie) südöstlich von Saragossa in einer Höhe von ca. 255 m.

## Bevölkerungsentwicklung
| Jahr      | 1970 | 1981 | 1991 | 2001 | 2011 | 2021 |
| Einwohner | 2118 | 1597 | 1247 | 1046 | 988  | 912  |

Die Mechanisierung der Landwirtschaft sowie die Aufgabe bäuerlicher Kleinbetriebe und der daraus resultierende Verlust an Arbeitsplätzen haben seit der Mitte des 20. Jahrhunderts zu einer Landflucht geführt.

## Sehenswürdigkeiten

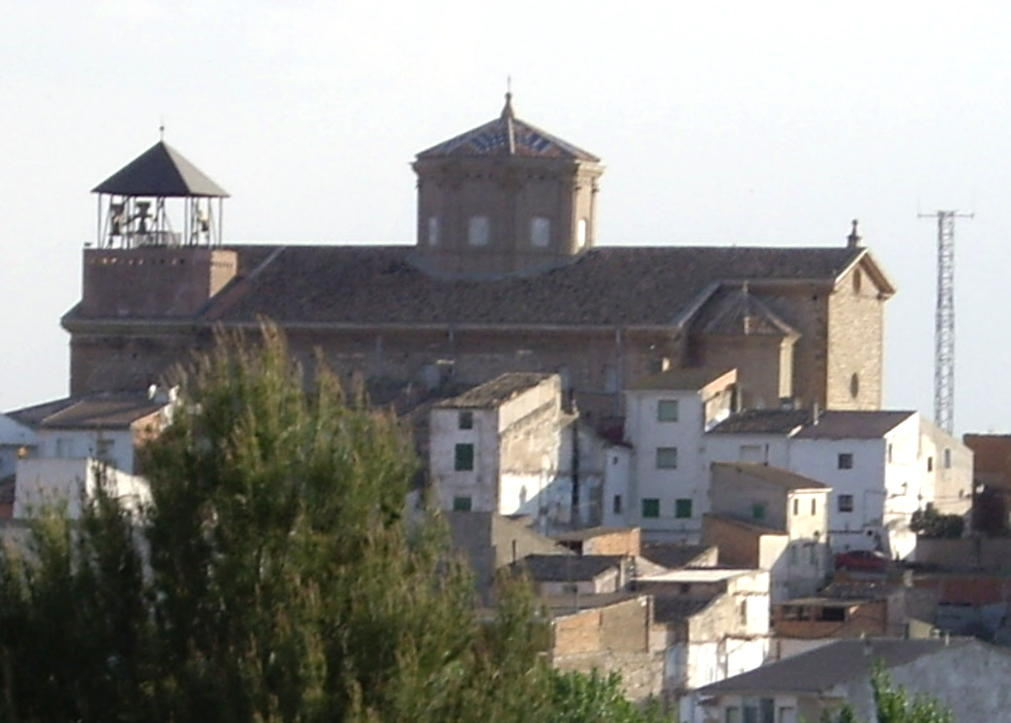
Kirche Mariä Geburt
- Kapelle der Jungfrau

- Kirche Mariä Geburt